# Saison 1946-1947 des Celtics de Boston
La saison 1946-1947 des Celtics de Boston est la 1re saison de la franchise en Basketball Association of America (BAA).
C’est Walter A. Brown qui a lancé la franchise. En juin 1946, Brown, qui exploitait le Boston Garden et faisait partie des Bruins de Boston de la Ligue nationale de hockey, a été la force motrice derrière la BAA et la naissance des Celtics. Après avoir considéré plusieurs noms d’équipe, dont Whirlwinds, Unicorns et Olympics, Brown a opté pour les Celtics. Il espérait attirer l’attention de la grande population irlando-américaine de Boston. Honey Russell est embauché comme premier entraîneur des Celtics, et l’équipe a commencé sa saison inaugurale, perdant son premier match 59-53 contre les Steamrollers de Providence. Les Celtics ont remporté leur premier match de la saison contre les Huskies de Toronto le 16 novembre 1946.

## Effectif
| Effectif des Celtics de Boston 1946-1947 |
| --- |
| 3 Mel Hirsch • 3 Charlie Hoefer • 4 Wyndol Gray • 5 Dick Murphy • 6 Johnny Simmons • 6-18 Al Brightman • 7 Warren Fenley • 9 Harold Kottman • 10 Connie Simmons • 11 Chuck Connors • 12 Art Spector • 14 Don Eliason • 14-24 Jerry Kelly • 15 Hal Crisler • 15 Jack Garfinkel • 17 Bob Duffy • 17 Virgil VaughnEntraîneur : Honey Russell |

## Classement de la saison régulière
| Division Est               | V  | D  | PCT    | GB |
| -------------------------- | -- | -- | ------ | -- |
| Capitols de Washington     | 49 | 11 | 81,7 % | -  |
| Warriors de Philadelphie   | 35 | 25 | 58,3 % | 14 |
| New York Knickerbockers    | 33 | 27 | 55,0 % | 16 |
| Steamrollers de Providence | 28 | 32 | 46,7 % | 21 |
| Huskies de Toronto         | 22 | 38 | 36,7 % | 27 |
| Celtics de Boston          | 22 | 38 | 36,7 % | 27 |

## Confrontations en saison régulière
| Confrontations BAA 1946-1947 | Confrontations BAA 1946-1947 | Confrontations BAA 1946-1947 | Confrontations BAA 1946-1947 | Confrontations BAA 1946-1947 | Confrontations BAA 1946-1947 | Confrontations BAA 1946-1947 | Confrontations BAA 1946-1947 | Confrontations BAA 1946-1947 | Confrontations BAA 1946-1947 | Confrontations BAA 1946-1947 | Confrontations BAA 1946-1947 |
| Équipes                      | BOS                          | CHI                          | CLE                          | DET                          | NYK                          | PHI                          | PIT                          | PRO                          | STL                          | TOR                          | WAS                          |
| ---------------------------- | ---------------------------- | ---------------------------- | ---------------------------- | ---------------------------- | ---------------------------- | ---------------------------- | ---------------------------- | ---------------------------- | ---------------------------- | ---------------------------- | ---------------------------- |
| Boston                       | —                            | 0–6                          | 2–4                          | 3–3                          | 4–2                          | 1–5                          | 5–1                          | 1–5                          | 1–5                          | 4–2                          | 1–5                          |
| Chicago                      | 6–0                          | —                            | 5–1                          | 3–3                          | 3–3                          | 5–1                          | 6–0                          | 3–3                          | 3–4                          | 4–2                          | 1–5                          |
| Cleveland                    | 4–2                          | 1–5                          | —                            | 4–2                          | 4–2                          | 3–3                          | 4–2                          | 2–4                          | 1–5                          | 6–0                          | 1–5                          |
| Detroit                      | 3–3                          | 3–3                          | 2–4                          | —                            | 1–5                          | 2–4                          | 3–3                          | 2–4                          | 0–6                          | 3–3                          | 1–5                          |
| New York                     | 2–4                          | 3–3                          | 2-4                          | 5–1                          | —                            | 2–4                          | 6–0                          | 4–2                          | 4–2                          | 3–3                          | 2–4                          |
| Philadelphie                 | 5–1                          | 1–5                          | 3–3                          | 4–2                          | 4–2                          | —                            | 5–1                          | 4–2                          | 3–3                          | 5–1                          | 1–5                          |
| Pittsburgh                   | 1–5                          | 0–6                          | 2–4                          | 3–3                          | 0–6                          | 1–5                          | —                            | 3–3                          | 1–5                          | 3–3                          | 1–5                          |
| Providence                   | 5–1                          | 3–3                          | 4–2                          | 4–2                          | 2–4                          | 2–4                          | 3–3                          | —                            | 2–4                          | 3–3                          | 0–6                          |
| Saint-Louis                  | 5–1                          | 4–3                          | 5–1                          | 6–0                          | 2–4                          | 3–3                          | 5–1                          | 4–2                          | —                            | 2–4                          | 2–4                          |
| Toronto                      | 2–4                          | 2–4                          | 0–6                          | 3–3                          | 3–3                          | 1–5                          | 3–3                          | 3–3                          | 4–2                          | —                            | 1–5                          |
| Washington                   | 5–1                          | 5–1                          | 5–1                          | 5–1                          | 4–2                          | 5–1                          | 5–1                          | 6–0                          | 4–2                          | 5–1                          | —                            |

## Statistiques
| Joueur         | Matchs | % Tir | % LF  | Pass/m. | Pts/m. |
| -------------- | ------ | ----- | ----- | ------- | ------ |
| Moe Becker     | 6      | .227  | .750  | 0.2     | 2.2    |
| Al Brightman   | 58     | .256  | .627  | 1.0     | 9.8    |
| Chuck Connors  | 49     | .247  | .464  | 0.8     | 4.6    |
| Hal Crisler    | 4      | .333  | 1.000 | 0.0     | 1.5    |
| Bob Duffy      | 6      | .286  | 1.000 | 0.0     | 1.3    |
| Don Eliason    | 1      | .000  |       | 0.0     | 0.0    |
| Warren Fenley  | 33     | .225  | .511  | 0.5     | 2.6    |
| Jack Garfinkel | 40     | .266  | .607  | 1.5     | 4.5    |
| Wyndol Gray    | 55     | .292  | .581  | 0.9     | 6.4    |
| Mel Hirsch     | 13     | .200  | .500  | 0.8     | 1.5    |
| Charlie Hoefer | 35     | .241  | .634  | 0.7     | 6.0    |
| Tony Kappen    | 18     | .275  | .632  | 0.3     | 4.1    |
| Jerry Kelly    | 43     | .291  | .667  | 0.5     | 6.0    |
| Harold Kottman | 53     | .314  | .465  | 0.3     | 3.1    |
| Dick Murphy    | 7      | .059  | .000  | 0.4     | 0.3    |
| Connie Simmons | 60     | .320  | .677  | 1.0     | 10.3   |
| Johnny Simmons | 60     | .280  | .614  | 0.5     | 5.3    |
| Art Spector    | 55     | .267  | .553  | 0.8     | 6.0    |
| Virgil Vaughn  | 17     | .192  | .536  | 0.6     | 2.6    |
| Red Wallace    | 24     | .246  | .438  | 0.8     | 5.5    |

## Transferts
| 12 décembre | Vers les Celtics de BostonMoe Becker     | Vers les Ironmen de PittsburghTony Kappen |
| 2 janvier   | Vers les Celtics de BostonCharlie Hoefer | Vers les Huskies de TorontoRed Wallace    |